# Sylvestre-François Lacroix
Sylvestre-François Lacroix (* 28. April 1765 in Paris; † 24. Mai 1843 ebenda) war ein französischer Mathematiker.

## Leben und Wirken
Lacroix war ein Student von Gaspard Monge, war erst Lehrer der Mathematik in Rochefort und dann in Paris. Er wurde 1788 Professor an der Artillerieschule in Besançon und 1794 Professor an der École normale in Paris. 1799 wurde er Professor der Analysis an der École polytechnique, 1815 lehrte er an der Sorbonne und dem Collège de France. 1821 legte er die meisten Ämter nieder.

## Ehrungen
Seit 1789 war er Mitglied der Académie des sciences in Paris.
Der Mondkrater Lacroix ist nach ihm benannt.

## Schriften (Auswahl)
- Traité du calcul différentiel et du calcu intégral. 2 Bände, Paris 1797–1798 (Band 1, Band 2).
  - 2. Auflage, 3 Bände, Paris 1810–1819 (Band 1, Band 2, Band 3).
- Cours de Mathématiques. 2 Bände, 1797–1799.
- Traité élémentaire de trigonométrie rectiligne et sphérique et d’application de l’algbre à la géométries. Paris 1798 (Digitalisat).
- Traité élémentaire du calcul différentiel et du calcul intégral. Paris 1802 (Digitalisat).
  - An elementary treatise on the differential and integral calculus. Cambridge 1816 (Digitalisat).

Deutsche Ausgaben
- Anfangsgründe der Algebra, übersetzt von Elkan Markus Hahn, 2 Bände, Frölich Berlin 1804–1805.
- Anfangsgründe der Arithmetik als Einleitung zu Lacroix's Algebra, übersetzt von Elkan Markus Hahn, Frölich, Berlin 1805.
- Anfangsgründe der ebenen und sphärischen Trigonometrie und der höhern Geometrie, übersetzt von Elkan Markus Hahn, Frölich, Berlin 1805.
- Weitere Ausführung zu Lacroix's Geometrie, übersetzt von Elkan Markus Hahn, Frölich, Berlin 1805.